# KS Śląsk Świętochłowice
Maillots
Le MKS Śląsk Świętochłowice est un club polonais de football basé à Świętochłowice.

## Historique
- 1920 : fondation du club